# حسيكة بوروندية
حسيكة بوروندية (الاسم العلمي:Bidens burundiensis) هي نوع من النباتات تتبع جنس الحسيكة من الفصيلة النجمية.